# Zhou Yanxin
Zhou Yanxin (en chino: 周妍欣; 3 de noviembre de 1990) es una deportista china que compitió en natación. Ganó una medalla de bronce en el Campeonato Mundial de Natación en Piscina Corta de 2010, en la prueba de 200 m espalda.

## Palmarés internacional
| Campeonato Mundial en Piscina Corta | Campeonato Mundial en Piscina Corta | Campeonato Mundial en Piscina Corta | Campeonato Mundial en Piscina Corta |
| Año                                 | Lugar                               | Medalla                             | Prueba                              |
| ----------------------------------- | ----------------------------------- | ----------------------------------- | ----------------------------------- |
| 2010                                | Dubái (EAU)                         | Medalla de bronce                   | 200 m espalda                       |